# Гума Василь Іванович
Гума Василь Іванович (Отець Василь) (1866 —?) — депутат Державної думи Російської імперії I скликання від Бессарабської губернії.

## Біографія
Народився 1866 року. Закінчив Кишинівську духовну семінарію (1886). 
З 1887 по 1906 роки священик містечка Флорешти Сороцького повіту. 
Був окружним духовним слідчим, благочинним. Член "Товариства поширення священного писання у Росії".
В 1906 був обраний Державну думу Російської імперії I скликання від Бессарабської губернії. 

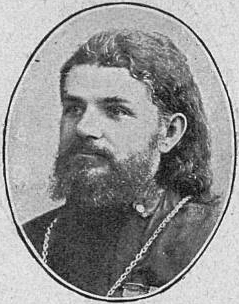
Отець Василь

Виступаючи в Думі, він підтримав необхідність наділення селян землею, заявивши: 

| «Наділення селян землею створює можливість незалежності, забезпечення їх продовольством. Це робить їх працелюбними і відданими Батьківщині... А як же не дати землі тим, хто ближче до землі? Ніби риба не може жити у воді, ні птах у своєму гнізді...». |
| — Отець Василь (Гума) |

У Флорешті він очолював «Асоціацію в ім’я Христа» з 1917 по 1944 рік, коли йому довелося знайти притулок у Румунії, де він помер 1954 року.